# Tamarixia pojarkovi
Tamarixia pojarkovi är en stekelart som först beskrevs av Kostjukov 1990.  Tamarixia pojarkovi ingår i släktet Tamarixia och familjen finglanssteklar. Inga underarter finns listade i Catalogue of Life.